# Aswad
Aswad ("Negro" en árabe) es un grupo británico de reggae, conocido por añadir unas fuertes influencias R&B y soul al sonido reggae. Llevan tocando desde mediados de los años 1970 habiendo grabado 21 álbumes.

## Historia
Los miembros de Aswad son ingleses descendientes de inmigrantes del Caribe. Se conocieron en el instituto cerca de Ladbroke Grove.
Los miembros originales eran  Brinsley Forde, Angus "Drummie Zeb" Gaye, Donald Griffiths y Jordan Binkley (reemplazado por George Oban).

## Como productores
- Ace of Base remix of "Don't Turn Around" (#10 hit in the UK)
- Vanessa Mae - "Classical Gas" (Top 30 hit in UK)
- Janet Kay - "Missing You"

## Discografía

### Álbumes
- 1976: Aswad - Mango Records
- 1978: Hulet - Mango Records
- 1981: New Chapter - Columbia Records
- 1981: Showcase - Mango Records
- 1982: A New Chapter of Dub - Mango Records
- 1982: Not Satisfied - Columbia Records UK #50
- 1983: Live and Direct - Island Records UK #57
- 1984: Rebel Souls - Island Records UK #48
- 1986: To the Top - Simba UK #71
- 1988: Jah Shaka Meets Aswad in Addis Ababa Studio - Jah Shaka
- 1988: Distant Thunder - Mango Records UK #10
- 1988: Renaissance - 20 Crucial Tracks - Stylus UK #52
- 1989: Aswad: Crucial Tracks
- 1990: Next to You - Alex
- 1990: Too Wicked - Mango Records UK #51
- 1993: Firesticks - Alex
- 1994: Rise and Shine - Bubblin' Records UK #38
- 1995: Rise and Shine Again! - Mesa
- 1995: Dub: The Next Frontier - Mesa
- 1995: Greatest Hits - Bubblin' Records UK #20
- 1997: Big Up - Atlantic Records
- 1997: The BBC Sessions
- 1997: Roots Rocking: Island Anthology (compilation; incl. "Don't Get Weary", prev. unreleased)[2]
- 1999: Roots Revival - Ark 21
- 2001: 25 Live: 25th Anniversary
- 2002: Cool Summer Reggae - Universal Music TV UK #54
- 2009: City Lock -  Bubblin' Records UK #63[3]

### Sencillos
- 1984 (Mar): "Chasing for the Breeze" - Island Records UK #51
- 1984 (Oct): "54-46 (Was My Number)" - Island Records UK #70
- 1988 (Feb): "Don't Turn Around" - Mango Records UK #1
- 1988 (May): "Give a Little Love" - Mango Records UK #11
- 1988 (Sep): "Set Them Free" - Mango Records UK #70
- 1989 (Apr): "Beauty's Only Skin Deep" - Mango Records UK #31
- 1989 (Jul): "On and On" - Mango Records UK #25
- 1990 (Aug): "Next to You" - Mango Records UK #24
- 1990 (Nov): "Smile" - Mango Records UK #53
- 1991 (Mar): "Too Wicked (EP)" - Mango Records UK #61
- 1993 (Jul): "How Long" (with Yazz) - Mango Records UK #31
- 1993 (Oct): "Dancehall Mood" - Bubblin' Records UK #48
- 1994 (Jun): "Shine" - Bubblin' Records UK #5
- 1994 (Sep): "Warriors" - Bubblin' Records UK #33
- 1995 (Feb): "You're No Good" - Bubblin' Records UK #35
- 1995 (Aug): "If I Was" - Bubblin' Records UK #58
- 2002 (Aug): "Shy Guy" - Universal TV UK #62[3]